# Thelyphonus caudatus
Thelyphonus caudatus är en spindeldjursart som först beskrevs av Carl von Linné 1758.  Thelyphonus caudatus ingår i släktet Thelyphonus och familjen Thelyphonidae. Inga underarter finns listade i Catalogue of Life.